# Réserve naturelle de Shennongjia
La réserve naturelle de Shennongjia est une réserve de biosphère située dans le district forestier de Shennongjia de la province du Hubei en Chine. 
Elle a été reconnue comme réserve de biosphère par l'Unesco en 1990 puis géoparc en 2015.
C'est proche du centre urbain du bourg de Muyu (木鱼镇), également appelé Muyuping (木鱼坪) qu'est la principale porte d'entrée à la réserve naturelle.

## Galerie photographique

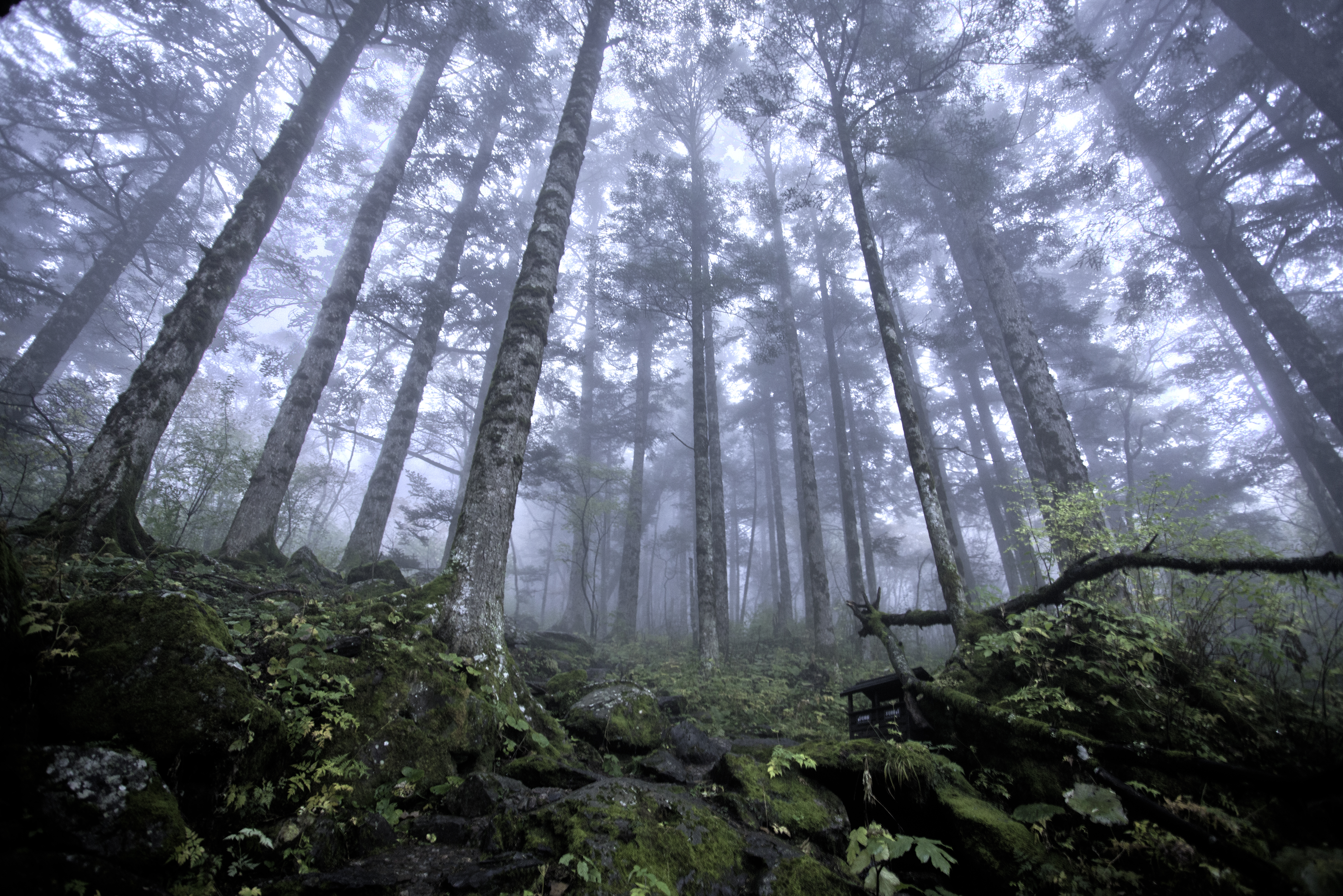
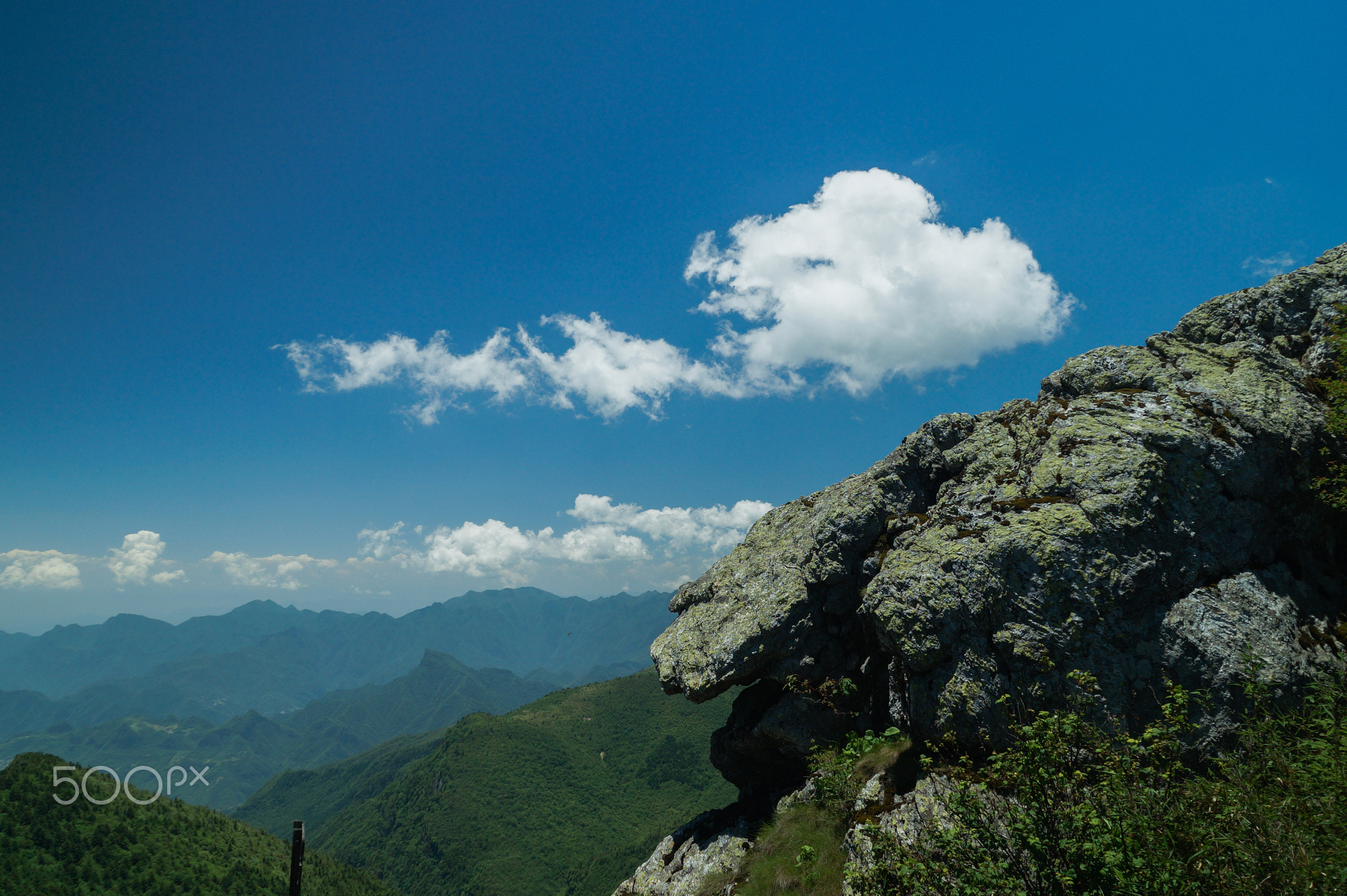
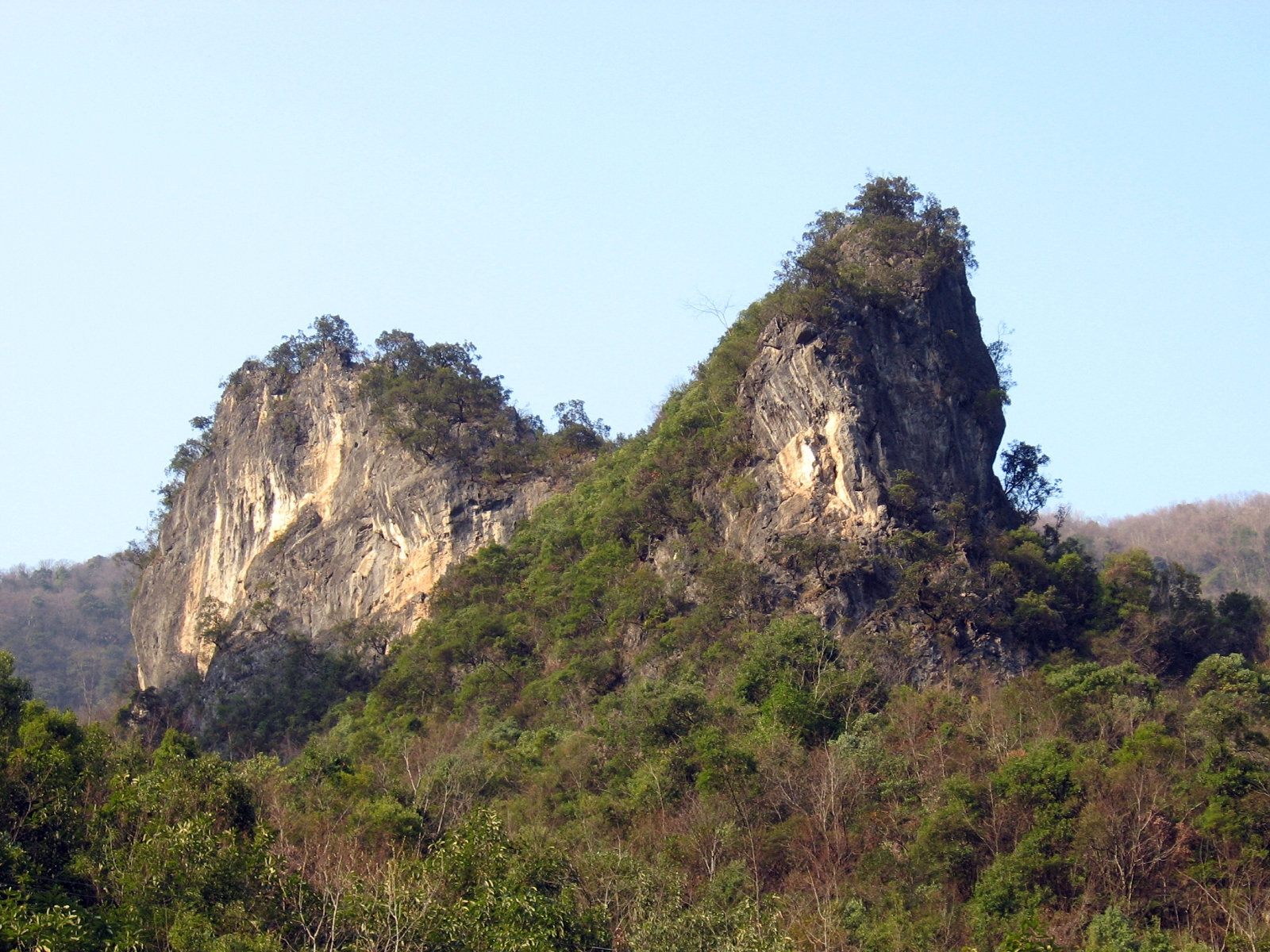
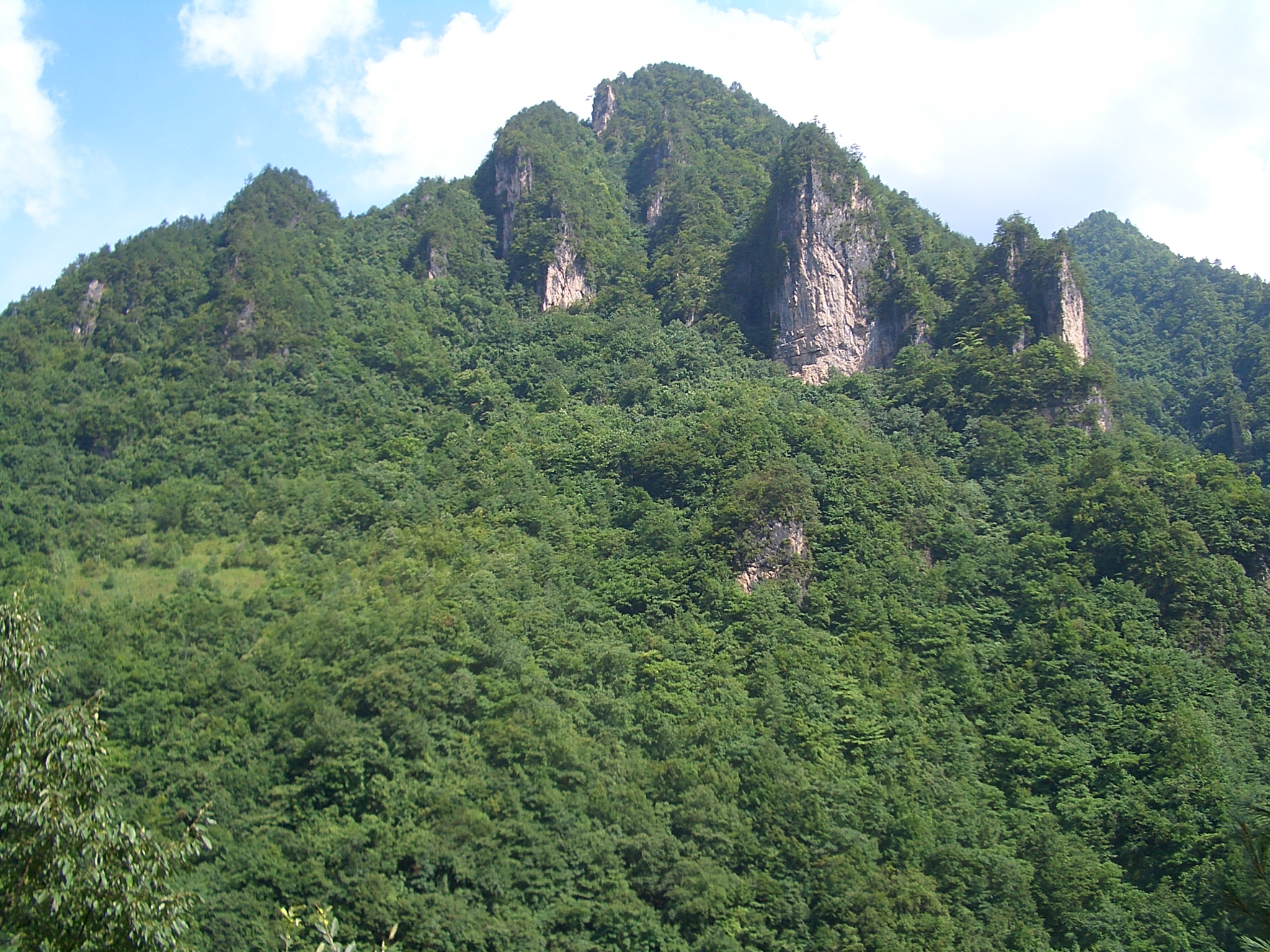
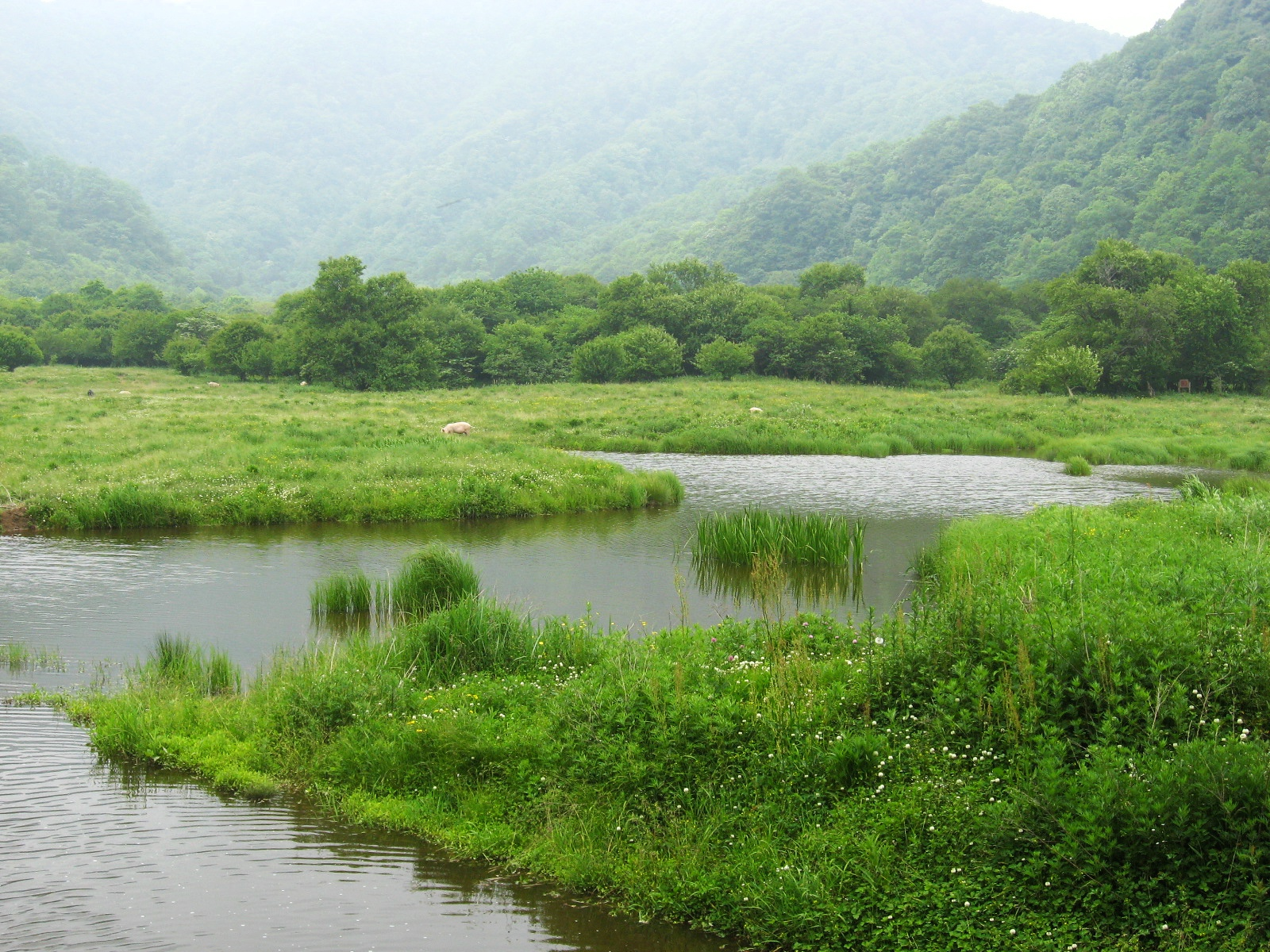
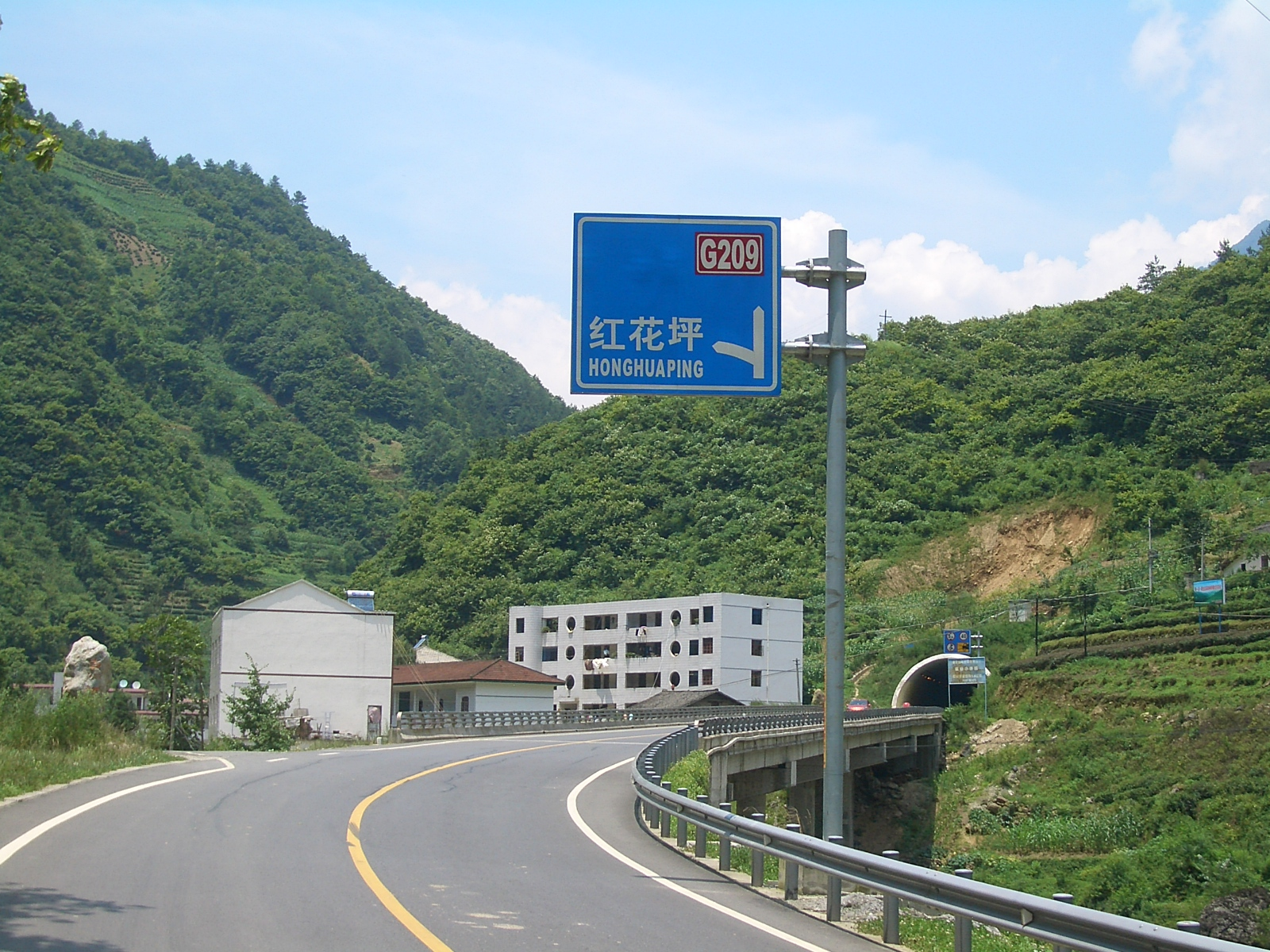